# Selles-sur-Cher (municipi)
Selles-sur-Cher és una comuna francesa al departament de Loir i Cher (regió del Centre-Vall del Loira). El poble és famós perquè dona nom al formatge Selles-sur-Cher